# Антилопа
Антилопа је заједнички назив већег броја врста папкара, аутохтоних у разним регионима Африке и Евроазије. Антилопе су оне врсте из Старог света у оквиру породице шупљорогих говеда које нису права говеда, биволи, бизони, или козе и овце. Група антилопа се назива крдо.

## Етимологија
Назив антилопа потиче од средњовековне латинске речи ant(h)alopus, која с друге стране потиче од византијско грчке речи anthólops. Антилопе је први описао Евстатије Антиохијски (око 336), он је навео да је то невероватна животиња која обитава на обалама Еуфрата, врло дивља, тешка за улов и да има дуге (тестери налик) рогове који могу и стабла да пресеку.

## Врсте
Већина врста антилопа су аутохтоне афричке врсте, укупно их има 91 и сврстане су у око 30 родова. Класификација племена или потпородица у оквиру шупљорогих говеда је и даље ствар дебате, те је предложено неколико алтернативних система класификације.
Антилопе нису кладистичка или таксонски дефинисана група. Термин обухвата све чланове породице шупљорогих говеда који не спадају у трибус говеда (Bovini) из потпородице Bovinae или у потпородицу коза и оваца (Caprinae). Углавном све врсте из потпородица Alcelaphinae, Antilopinae, Hippotraginae, Reduncinae, Cephalophinae, многе врсте из потпородице Bovinae, такође и врсте сиви рибок (Pelea capreolus), импала, сајга и ћиру се називају антилопама.

## Распрострањеност и станиште
Већина врста антилопа насељава Африку, готово искључиво саване, 20-35 врста појављује се у већем делу источне Африке. Пошто су се афричке саване у последњих три милиона година пет пута рашириле и скупиле (фосилни остаци дају индикацију да је ово период када су постојеће врсте еволуирале) верује се да је изолација током скупљања главни покретач дивергенције. Друге врсте насељавају Азију. Арабијско полуострво је станиште арабијског орикса и доракс газеле. Индија је станиште за нилгаја, индијску газелу, јеленску антилиопу, ћируа и четворорогу антилопу (Tetracerus quadricornis), док су Русија и централна Азија станиште за ћируа и сајгу (Saiga tatarica).
Антилопе живе у крајње различитим стаништима. Највише их има у афричким саванама, међутим многе врсте су много излованије као нпр. шумске антилопе (шумско станиште), сајга (Saiga tatarica) (екстремно хладно станиште), до арабијског орикса (чије је станиште пустиња), антилопа камењарка (каменито станиште) и ситатунга (Tragelaphus spekii) (мочварно станиште).

## Морфологија
Нпр. мужјак еланд антилопе (Taurotragus oryx) може бити висок до 178 cm (у раменима) и тежак 950 kg, док је одрасла патуљаста антилопа (Neotragus pygmaeus) висока само 24 cm и тежи до 1,5 kg. Многе антилопе имају дуг корак и могу да трче брзо. Неке су прилагођене каменитом подручју (антилопа камењарка), друге (кларкова газела, геренук (Litocranius walleri)) могу да се дигну на задње ноге и брсте дрвеће. Различите антилопе имају различиту грађу која с друге стране утиче на њихово кретање. Дујкери су мале антилопе који живе у жбуњацима и могу лако да се завуку у густо растиње. Газеле и спрингбок антилопе су познате по својој брзини и скоку. Веће антилопе као што су нилгај и еланд могу да скоче и до 2,4 m и више, али њихова брзина је мања као последица веће масе.
Крзно већине врста је браон боје (или једна или више нијанси исте), док им је доњи део тела беле боје. Изузетак су зебрасти дујкер, сиви, црни и бели џентинков дујкер и црна лечва. Већина антилопа са спиралним роговима има бледе вертикалне пруге на леђима. Многе пустињске врсте су посебно бледе, неке готово сребрне или беличасте (нпр. арабијски орикс). Источноафрички орикс (Oryx beisa) и орикс антилопа имају сиве и црне пеге са светло црно-белим лицем. Спрингбок антилопа има низ белих длака целом дужином својих леђа, које се накостреше кад животиња осети опасност.
Антилопе су преживари па самим тим имају добро развијене кутњаке. Као и остали биљоједи ослањају се на своја оштра чула да би избегли грабљивце. Очи су им тако позициониране на глави да им дају широк радијус вида са минималним бинокуларним видом. Њихове хоризонтално издужене зенице такође помажу у овоме. Јако чуло мириса и слуха даје могућност антилопама да осете опасност и ноћу. Ова њихова чула имају важну улогу у њиховој међусобној комуникацији, такође и обележја на њиховима главама, ушима, ногама и задњици.
Многе антилопе су полно диморфичне. У већини врста оба пола имају рогове, стим што су рогови мужјака већи, мужјаци су такође већи али постоје изузеци као нпр. обични дујкер (Sylvicapra grimmia), врсте из племена афричке патуљасте антилопе (Neotragini), јужни грисбок (Raphicerus melanotis) и ориби (Ourebia ourebi). Код одређеног броја врста женке немају рогове (ситатунга (Tragelaphus spekii), лечва, суни). Код одређених врста мужјаци и женке имају крзна различите боје (јеленска антилопа, њала (Tragelaphus angasii)).
Величина и облик рогова јако варира. Могу бити једноставни шиљци уперени напред, уперени назад (жутолеђи дујкер) и прави уперени у вис (стинбок (Raphicerus campestris)). Друге групе имају уврнут (еланд антилопа (Taurotragus oryx)), спирални (велики куду (Tragelaphus strepsiceros)), уврнути ка унутра (род Redunca), дуги закривљени (род Oryx).
Рогови су одлично оружје и углавном су више развијени код врста где мужјаци морају да се боре за женку. Мужјаци углавном користе своје рогове за међусобну борбу, неголи против неке друге врсте. Рогови су тако позиционирани да мужјаци један другоме не могу пробити лобању, што борбу чини више ритуалом него опасношћу.

## Понашање

### Парење
Антилопе су често класификоване по свом репродуктивном понашању.
Мале антилопе као што су врсте из рода Madoqua су моногамне, оне живе у шумским срединама и мужјак не може имати више од једне женке. Велике шумске врсте често формирају мала крда од 2-4 женке и једног мужјака.
Друге врсте као што је лечва се окупљају на одређеној територији, мужјаци се приказују женкама, док их оне оцењују и бирају са којим ће да се паре.
Велике пашњачке антилопе, као што су импале или гну формирају крда са великим бројем женки и само једним мужјаком, који углавном борбом отера друге мужјаке.

### Одбрана
Антилопе имају више одбрамбених стратегија често одређених њиховом морфологијом.
Велике антилопе које се окупљају у великим крдима се ослањају на бројност и своју брзину. Одрасле антилопе неких врста ће окружити своје потомство не би ли их заштитили од грабљивица. Многе шумске антилопе се ослањају на уклапање у околину (енгл. crypsis) и добар слух да би избегле грабљивице. Шумске антилопе такође имају врло велике уши, тамну или пругасту боју. Мале антилопе, као што је дујкер скачу у густо жбуње да би се сакриле од грабљивица.
Врсте које су на отвореном се ослањају на брзину, оне су агилне и издржљиве - ово посебно долази до изражаја када је грабљивац гепард, који је најбржа копнена животиња али се брзо умара.

## Статус
IUCN је означио око 25 врста угроженим. Те врсте су између осталог сахарска газела (Nanger dama) и планинска њала (Tragelaphus buxtoni), и неколико подврста, као што су џиновска сабљаста антилопа. Главни разлог за бригу су губитак станишта и лов.
Нпр. ћиру или тибетанска антилопа (Pantholops hodgsonii) се лови због свог крзна које се користи за прављење шаотиша (shahtoosh), невероватно финог материјала који се користи за шалове. Пошто једна животиња не пружа довољно крзна више их се мора убити да би се направио само један шал. Ово је довело до огромног популационог пада ћируа.
Сајга (Saiga tatarica) је критично угрожена врста, она се лови због својих рогова који се у многим културама сматрају афродизијаком. Пошто само мужјаци имају рогове они се и лове, што је довело да алармантне ситуације да у једном крду на 800 женки долази само један мужјак.

## Животни век
Тешко је одредити колики је животни век антилопа у дивљини, грабљивице махом лове старије односно спорије антилопе, мало дивљих антилопа живи онолико колико је биолошки могуће. У заточеништву гну је живео преко 20 година, а импале су достигле касне тинејџерске године.

## Људи

### Култура
Рог антилопе је цењен због медицински и магијских моћи на многим местима. Рог мужјака The horn of the male се у поједини источним културама сматра афродизијаком, из ког разлога су антилопе ловљене скоро до изумирања. У Конгу се верује да рог ограничава духове. Хришћанска иконографија понекад користи два рога антилопе као симбол два духовна оружја које хришћани поседују: Стари завет и Нови завет. Способност антилопе да брзо трчи такође је довела до њихове повезаности са ветром, као што је то у Ригведи, са коњима Марута и богом ветра Вају. Међутим, нема научних доказа да рогови било које антилопе врше било какве промене у људској физиологији или карактеристикама.
У Малију се веровало да су антилопе донеле вештину пољопривреде човечанству.